# 天津德租界道路列表

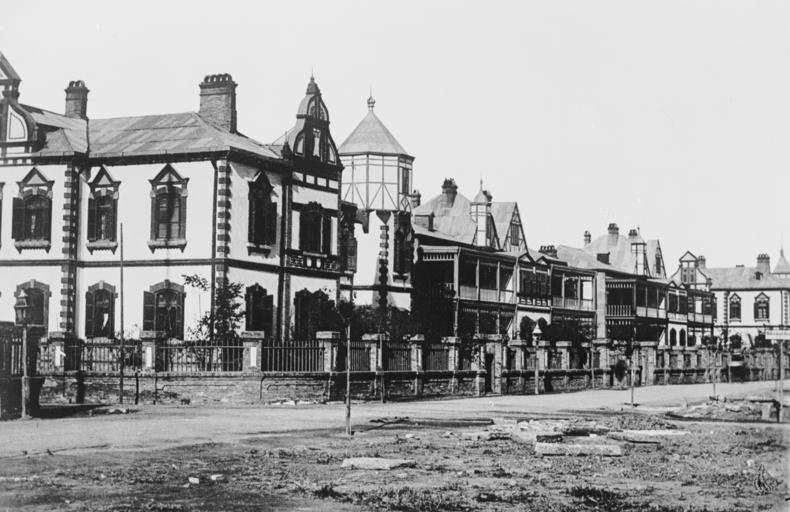
原天津德租界威廉街

天津德租界道路列表例举了原天津德租界界内的所有道路。

## 历史

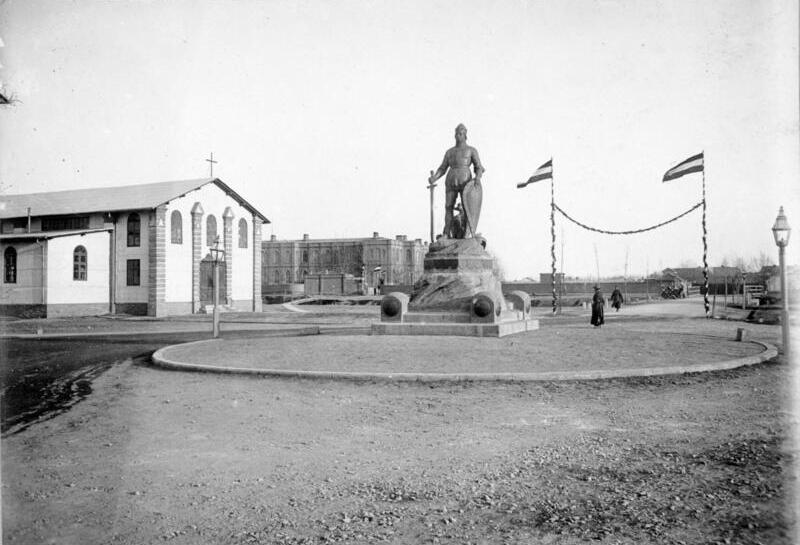
原天津德租界威廉街和纪念碑街交口处的德国纪念碑

清朝光绪二十一年（1895年）九月十三日（10月30日），天津海关道盛宣怀、天津道李岷琛与德国领事司艮德签订《天津条约港租界协定》，允许德国在天津永久设立租界。界址为：东临海河；北接天津美租界（今开封道东段）；西至海大道（今大沽路）；南自小刘庄之北庄外起顺小路（今琼州道）至海大道，占地1034亩。清朝光绪二十六年（1900年），八国联军入侵，德國人乘機擴大租界。清朝光绪二十七年（1901年），德国强迫清政府于六月初五（7月20日）与之签订《推广租界合同》。清朝光绪二十八年（1902年），直隶总督袁世凯派天津海关道唐绍仪接收天津都统衙门时，天津德租界当局已将德军占据之地划入新界。扩张后的天津德租界地界为东临海河；北与天津英租界接壤；南迄今琼州道，并从下瓦房南延至今围堤道附近再向北折回琼州道；西界沿今广东路向西至马场道。总计占地2304亩。此后，天津德租界当局利用海河清淤的废土垫平沼泽和洼地并对租界进行了认真详细的勘测和规划并展开全面的建设，并陆续将各条道路均建成柏油路面。

## 命名特点
天津德租界道路大多以人名命名，如今威廉街（今解放南路）、穆姆街（今琼州道）、施赖雅街（今镇江道）、罗尔沙伊特街（今蚌埠道）、埃姆登街（今杭州道）、德璀琳街（今台儿庄路至大沽南路段的绍兴道）、鲁母普街（今宁波道）、法尔肯海恩街（今奉化道）、钦莫曼街（今温州道）、司艮德街（今台北路）。其中，威廉街以德国皇帝威廉二世命名，司艮德街以当时德国驻天津领事司艮德命名，德璀琳街以时任天津海关税务司德璀琳命名。天津徳租界还有一些路名是以周边建筑物来命名，如海滨街又名海河路（今台儿庄路）因濒临海河而得名，墙子河街（今南京路）因靠近墙子河而得名，俱乐部街（今江苏路）因靠近原天津德国俱乐部而得名，纪念碑街（今浦口道）因其与威廉街建有德国纪念碑而得名，学校街（今台湾路）因靠近北洋西学学堂而得名。此外，天津德租界还用阿拉伯数字和德文字母的序号为街道来命名，如：1号街（今厦门路）、2号街（今江西路）、3号街（今南昌路）、4号街（今九江路）、5号街（今广东路），B街（今苏州道）、D街（今徽州道）、E街（今合肥道）、F街（今芜湖道）等。

## 道路列表
| 當時路名     | 德語名稱             | 現時路名 | 现时路段           |
| 威廉街       | Wilhelm Straße       | 解放南路 | 开封道至琼州道     |
| 穆姆街       | Mumm Straße          | 琼州道   | 大沽南路至台儿庄路 |
| 罗尔沙伊特街 | Rohrcheidt Straße    | 蚌埠道   | 大沽南路至台儿庄路 |
| 施赖雅街     | Schreyer Straße      | 镇江道   | 大沽南路至解放南路 |
| 埃姆登街     | Emden Straße         | 杭州道   | 大沽南路至解放南路 |
| 德璀琳街     | Detring Straße       | 绍兴道   | 大沽南路至台儿庄路 |
| 鲁母普街     | Rump Straße          | 宁波道   | 大沽南路至台儿庄路 |
| 法尔肯海恩街 | Falkenhaye Straße    | 奉化道   | 大沽南路至台儿庄路 |
| 钦莫曼街     | Zimmerman Straße     | 温州道   | 琼州道至台儿庄路   |
| 司艮德街     | Seckendorff Straße   | 台北路   | 奉化道至温州道     |
| 海滨街       | Strand Straße        | 台儿庄路 | 开封道至琼州道     |
| 俱乐部街     | Verein Straße        | 江苏路   | 徐州道至浦口道     |
| 纪念碑街     | Denkmal Straße       | 浦口道   | 大沽南路至台儿庄路 |
| 墙子河街     | Qiangzi Fluss Straße | 南京路   | 大沽南路至台儿庄路 |
| 学校街       | Schule Straße        | 台湾路   | 绍兴道至奉化道     |
| 大沽街       | Taku Straße          | 大沽南路 | 开封道至琼州道     |
| 平行三号街   | Parallel 3 Straße    | 福建路   | 绍兴道至琼州道     |
| 平行四号街   | Parallel 4 Straße    | 闽侯路   | 绍兴道至琼州道     |
| 1号街        | 1 Straße             | 厦门路   | 苏州道至琼州道     |
| 2号街        | 2 Straße             | 江西路   | 合肥道至苏州道     |
| 3号街        | 3 Straße             | 南昌路   | 马场道至徽州道     |
| 4号街        | 4 Straße             | 九江路   | 马场道至徽州道     |
| 5号街        | 5 Straße             | 广东路   | 马场道至琼州道     |
| E街          | E Straße             | 合肥道   | 马场道至南京路     |
| F街          | F Straße             | 芜湖道   | 九江路至江西路     |
| B街          | B Straße             | 苏州道   | 广东路至大沽南路   |
| D街          | D Straße             | 徽州道   | 广东路至大沽南路   |

## 内部链接
- 天津英租界道路列表
- 天津法租界道路列表
- 天津日租界道路列表
- 天津意租界道路列表

## 延伸閱讀
- （英文）O.D.Rasmussen. . 天津: 天津印字馆（1925）.
- （中文）费成康. . 上海: 上海社会科学院出版社. 1992年. ISBN 7-80515649-2.